# Ирьё-Коскинен, Ирьё Сакари
Барон И́рьё Са́кари И́рьё-Ко́скинен (Юрьё-Коскинен, фин. Yrjö Sakari Yrjö-Koskinen; 1830—1903), настоящее имя — Георг Сахариас Фо́рсман (швед. Georg Zacharias Forsman), — финляндский историк, общественный и политический деятель, один из основателей партии старофиннов.

## Биография
Окончил курс в Гельсингфорсском университете, где состоял профессором истории. Главные его сочинения:
- «Крестьянская дубинная война, её причины и события» — обстоятельное изложение борьбы и смут 1593—1597 гг., имеющих важное значение в истории Финляндии;
- «Сведения о давнем прошлом финского племени» (1862);
- «Sur l’antiquit é des Lives en Livonie» (1867);
- «Руководящие идеи в истории человечества» (1879)
- «История финского народа» (1869—1873, выдержало много изданий) — первое подробное и самостоятельное изложение этого предмета.

После Юхана Снельмана был главным борцом за финскую национальность и за расширение прав финского языка. Используя финский язык в своих сочинениях, способствовал его развитию. На сеймах в период 1872—1882 годов в качестве избранного представителя учителей боргоской епархии приобрёл большое влияние в сословии духовенства. Член сената с 1882 года, с 1885 года — начальник его духовной экспедиции. В 1884 году возведён в дворянское достоинство с фамилией «Ирьйо-Коскинен».
Согласно ЭСБЕ, Коскинен:

В начале обрусительной политики Н. И. Бобрикова, при обсуждении в сенате вопроса об обнародовании манифеста от 3 (15) февраля 1899 г., настоял на разрешении этого вопроса в утвердительном смысле, после чего, ссылаясь на упадок доверия к нему среди его партии, вышел в отставку. В 1900 г. достиг своего прежнего авторитета в своей партии, благодаря открытому письму к ней по случаю своего 70-летия. В этом письме он призывает партию стремиться к осуществлению прежней программы и порвать вызванные общей опасностью связи со шведской партией. Вся политика компромиссов и уступок старофенноманской партии за последние годы объясняется в значительной степени советами Коскинена. Вызвавшее негодование всех финляндцев (за исключением старофенноманов) направление главного органа этой партии, «Uusi Suometar», было указано Коскиненом, истинным вдохновителем газеты. 